# Аменмес
Аменмес — давньоєгипетський фараон з XIX династії.

## Життєпис
Походження його невідоме: найчастіше вважають, що він не мав родинних стосунків із царською сім'єю та був узурпатором; іноді ж його називають сином Мернептаха й цариці Тахат чи самого Рамсеса II. Можливо, він ніколи не приймав царського титулу, залишаючись візиром.
Імовірно, Аменмес усунув від влади сина фараона Мернептаха Сеті, майбутнього Сеті II, однак не зумів утриматись при владі за умов внутрішньої та зовнішньої дестабілізації й невдовзі сам був усунутий Сеті II й царицею Таусерт.